# Bill Ward
William Thomas Ward, detto Bill (Birmingham, 5 maggio 1948), è un batterista e compositore britannico.
È uno dei quattro membri fondatori della band heavy metal dei Black Sabbath, con la quale ha militato fino al 1980, e in seguito in diverse occasioni durante gli anni ottanta e gli anni novanta, prima di rientrarvi in pianta stabile nel 1997.
Oltre a suonare la batteria, Ward cantò anche in due brani come voce principale: si tratta di It's Alright e Swinging The Chain, tratti rispettivamente da Technical Ecstasy (1976) e Never Say Die! (1978).

## Biografia
Bill Ward imparò a suonare la batteria da autodidatta, ascoltando Gene Krupa, Louie Bellson, Buddy Rich, Ringo Starr, Charlie Watts, Max Roach e Keith Moon. Nel frattempo inizierà a lavorare come camionista per poter finanziarsi una strumentazione adeguata.
Nella metà degli anni sessanta entra a far parte dei Mythology, gruppo fondato dal chitarrista Tony Iommi. Il gruppo si sciolse e i due si unirono al cantante Ozzy Osbourne e al bassista Geezer Butler per fondare i "Polka Tulk", in seguito chiamati Earth (questo nome venne proposto proprio da Bill), tuttavia il nome era già stato scelto da un'altra band, per cui il gruppo adottò il nome definitivo di Black Sabbath.
Con i Black Sabbath militerà, permanentemente, fino al 1980 (anno di uscita di Heaven and Hell con Ronnie James Dio alla voce al posto di Ozzy). Tuttavia, durante il tour seguente ad Heaven and Hell Ward dovette ritirarsi a causa della morte dei genitori in un incidente stradale, cosa che peggiorò i suoi già presenti problemi di salute dovuti all'alcool e alla droga. Fu sostituito per l'occasione da Vinny Appice, fratello del noto batterista Carmine Appice.
Ward tornò nei Black Sabbath nel 1983 per incidere Born Again (con Ian Gillan come cantante principale), ma dovette ritirarsi subito dopo la fine della registrazione dell'album, per poi tornarvi un anno dopo. Il batterista abbandonò definitivamente la band nell'estate del 1985 dopo la riunione della formazione storica in occasione del Live Aid. Nel 1990 Ward inciderà il suo primo album solista, intitolato Ward One: Along the Way.
Nel 1992 Ward si riunì alla band (con Rob Halford dei Judas Priest alla voce, chiamato provvisoriamente in sostituzione di Ronnie James Dio che aveva appena abbandonato la band) in occasione di quello che sarebbe stato l'ultimo concerto di Ozzy Osbourne. In quella circostanza Ozzy si riunirà ai suoi ex compagni di band per esibirsi con quattro brani. Due anni dopo, nell'estate del 1994, Ward sostituirà a sorpresa Bobby Rondinelli nelle ultime 4 date sudamerica del tour promozionale dell'album Cross Purposes per cui poi abbandonarli nuovamente agli inizi del 1995 un mese prima che iniziassero le sessions del successivo Forbidden e al suo posto tornò nuovamente Cozy Powell.
Nel 1996 (anno in cui Ward inciderà il suo secondo album solista, intitolato When the Bough Breaks) i Black Sabbath si riunirono definitivamente con la formazione originale pubblicando l'album live Reunion e mettendo in programma un tour per il 1997. Ward fu tuttavia costretto a saltare alcune date di tale tour a causa di un infarto che lo aveva colpito durante le prove di una data. Per l'occasione fu sostituito da Vinny Appice.
Nel 2000 incominciarono i preparativi per la produzione di un nuovo album in studio dei Black Sabbath con la formazione originale, ma dei problemi contrattuali di Ozzy impedirono la prosecuzione. Nell'autunno 2005, Iommi richiamò a sé i membri dei Black Sabbath che fecero parte della formazione del disco Heaven and Hell (Ward, Ronnie James Dio e Geezer Butler). Iommi fondò con loro un gruppo che chiamò proprio Heaven & Hell. Il batterista abbandonò tuttavia presto il gruppo perché dichiarò, in maniera molto vaga, che ci fossero speculazioni sul nuovo nome del gruppo e fu sostituito da Vinny Appice.
Nell'agosto del 2011 Tony Iommi ha confermato al Birmingham Mail che la line-up originale del gruppo era riunita e stava registrando un nuovo disco.
L'11 novembre successivo, durante una conferenza stampa convocata al Whisky a Go Go di West Hollywood, la band comunica la volontà di riunirsi con la formazione originale in vista del 2012 per un tour mondiale e l'incisione di un album, il primo con Osbourne alla voce dopo 33 anni.
Il 3 febbraio 2012 Bill Ward si è separato dal gruppo, ed è stato sostituito nelle registrazioni dell'album 13 dal batterista dei Rage Against the Machine Brad Wilk e nel tour da Tommy Clufetos, batterista di Ozzy Osbourne.
Nel giugno del 2016 ha annunciato la nascita della band Day Of Errors composta da Ward alla batteria e voce, Joe Amodea alla chitarra e voce e Nick Diltz al basso. Con l'aggiunta di Walter Earl alle percussioni e Aron Ward alle tastiere (in veste di ospiti) il gruppo pubblica due singoli nel 2017 (Day Of Errors e Blaspheming At Creation) e altri due nel 2019 (Dark e Ghost Train)..

## Stile
Il suo stile, molto pesante e ruvido, considerato estremo per quei tempi, presenta alcune influenze jazz, avvertibili nelle jam sessions di alcuni brani. In una sua jam inclusa nell'album Paranoid del 1970 (intitolata Rat Salad), si può avvertire l'ispirazione a giganti del jazz come Buddy Rich e Gene Krupa. Il suo assolo in Rat Salad è uno dei più famosi della storia del rock assieme a Moby Dick (John Bonham dei Led Zeppelin), The Mule (Ian Paice dei Deep Purple), The End (Ringo Starr dei Beatles), Soul Sacrifice (Michael Shrieve con la band Santana a Woodstock) e Toad (Ginger Baker dei Cream).

## Curiosità
Ascolta molti gruppi di metal estremo, tra i suoi preferiti ci sono Amon Amarth, Soilwork, DevilDriver, Celtic Frost, Today Is the Day, Disfear, Cryptopsy, Arch Enemy e Krisiun.

## Strumentazione
Batterie Tama Imperialstar
- 13"x15" Tom
- 16"x16" Timpano
- 16"x18" Timpano
- 8"x14" Rullante
- 5"x14" Rullante
- 14"x26" Cassa
- 14"x26" Cassa
- 14"x20" Gong Bass Drum
- Octobans

Piatti Sabian AA e Hand Hammered
- 14" AA Rock Hats
- 10" AA Mini Hats
- 20" AA Medium Crash
- 29" AA China (custom)
- 14" Hand Hammered Sizzle Hats
- 14" Hand Hammered Mini China
- 21" Hand Hammered Medium Crash
- 22" Hand Hammered Raw Bell Dry Ride
- 22" Hand Hammered Medium Crash
- 22" Hand Hammered Power Ride

Bacchette Vic Firth
- Modello American Classic Rock

## Discografia

### Black Sabbath
- 1970 - Black Sabbath
- 1970 - Paranoid
- 1971 - Master of Reality
- 1972 - Vol. 4
- 1973 - Sabbath Bloody Sabbath
- 1975 - Sabotage
- 1976 - Technical Ecstasy
- 1978 - Never Say Die!
- 1980 - Heaven and Hell
- 1983 - Born Again
- 1998 - Reunion

### Solista
- 1990 - Bombers (Can Open Bomb Bays) (singolo)
- 1990 - Snakes & Ladders (singolo)
- 1990 - Ward One: Along the Way
- 1997 - When the Bough Breaks
- 2002 - Straws (singolo)
- 2007 - Living Naked (ristampa del primo album con aggiunta di bonus track)
- 2015 - Accountable Beasts

### Day of Errors
- 2017 - Day Of Errors (singolo)
- 2017 - Blaspheming At Creation (singolo)
- 2019 - Dark (singolo)
- 2019 - Ghost Train (singolo)

### Collaborazioni
- 1968 - Mythology - Before The Sabbath (batteria)
- 1978 - Dean Friedman - "Well, Well," Said The Rocking Chair. (batteria)
- 1993 - Ozzy Osbourne - Live & Loud (batteria nel brano Black Sabbath)
- 1983 - Mr. Indian & Time - Morning Star (batteria nei brani Unity e Lone Wolf)
- 1985 - The Mezmerist - The Innocent, The Forsaken, The Guilty (batteria)
- 2000 - Tony Iommi - Iommi (batteria nel brano Who's Fooling Who?)
- 2002 - Ken Gaines - Real Men (tastiere, percussioni, basso ed effetti)